# 키슈쾨뢰시

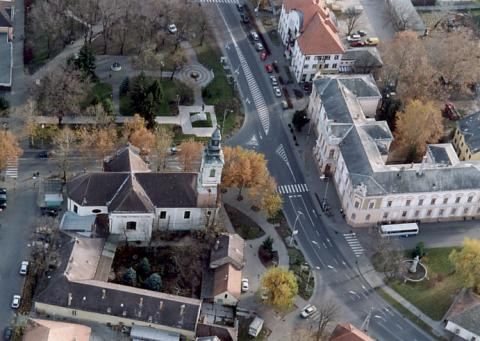
키슈쾨뢰시

키슈쾨뢰시(헝가리어: Kiskőrös)는 헝가리 바치키슈쿤 주에 위치한 도시로 면적은 102.23km2, 인구는 14,452명(2009년 기준), 인구 밀도는 143.3명/km2이다. 헝가리의 국민 시인인 페퇴피 샨도르의 출생지이기도 하다.

시 문장